# هارت‌ورد
هارتورد (به هلندی: Hartwerd) یک منطقهٔ مسکونی در هلند است که در سودوست-فریسلان واقع شده‌است. هارتورد ۱۲۵ نفر جمعیت دارد.